# Pheidole dodo
Pheidole dodo  (лат.) — вид муравьёв рода Pheidole из подсемейства Myrmicinae (Formicidae). Эндемик острова Маврикий (западная часть Индийского океана).

## Описание
Мелкие муравьи (длина около 2 мм) оранжево-коричневого цвета с характерными для других членов рода Pheidole большеголовыми солдатами. На проподеуме имеются относительно длинные шипы. Тело покрыто длинными щетинками (более редкими на мезосоме). Усики рабочих и самок 12-члениковые с 3-члениковой булавой. Стебелёк между грудкой и брюшком состоит из двух члеников: петиолюса и постпетиолюса (последний четко отделен от брюшка). Брюшко блестящее. Голова с продольными морщинками. Ноги и скапус усика в сравнении с другими видами относительно короткие. У солдат индекс SI (соотношение длины скапуса к ширине головы × 100 %) = 48—52, у рабочих SI = 97—107. Индекс длины задних бёдер FI (соотношение длины заднего бедра к ширине головы, metafemur index: MFL / HW * 100) у солдат = 60-66, у рабочих FI = 100—107.
Промеры мелких рабочих: ширина головы — 0,44—0,48 мм, длина головы равна 0,48—0,53 мм, длина скапуса усика — 0,44—0,48 мм, длина груди — 0,55—0,62 мм.
Крупные рабочие (солдаты): длина и ширина головы примерно равны 1 мм, длина скапуса усика — 0,46—0,50 мм, длина груди — 0,70—0,87 мм.
Обнаружены в земле, под корнями и мхами, в лесном подстилочном слое на высотах от 1 до 760 м.
Сходен по строению с другими эндемичными островными видами муравьёв Pheidole braueri (эндемик острова Силуэт из группы Сейшельских Островов), Pheidole jonas и Pheidole decepticon (острова Анжуан и Майотта из группы Коморских островов, остров Космоледо из группы Сейшельских островов, остров Жуан-ди-Нова) из группы Pheidole megacephala.

## Этимология
Видовое название Ph. dodo дано по имени вымершей нелетающей птицы додо (или маврикийского дронта), когда-то обитавшей на том же острове Маврикий, что и этот новый вид муравья. Ph. dodo был впервые описан в 2013 году американскими мирмекологами Дж. Фишером и Б. Фишером (California Academy of Sciences, Сан-Франциско, США), первые экземпляры которого они обнаружили на острове во время своей экспедиции ещё в 2005 году.